# Gouverneur de Gibraltar
Le gouverneur de Gibraltar est le représentant du monarque britannique à Gibraltar. Le gouverneur est nommé par le monarque sur conseil du gouvernement britannique. Le rôle du gouverneur est d'agir en tant que chef d'État, et lui ou elle est responsable de nommer le ministre en chef, avec d'autres membres du Conseil des ministres. En outre, il nomme le secrétaire financier au développement et le Procureur général et est un membre du Conseil consultatif de Gibraltar. Le gouverneur a également la responsabilité de la Police royale de Gibraltar. Le gouverneur dispose de son propre drapeau à Gibraltar.

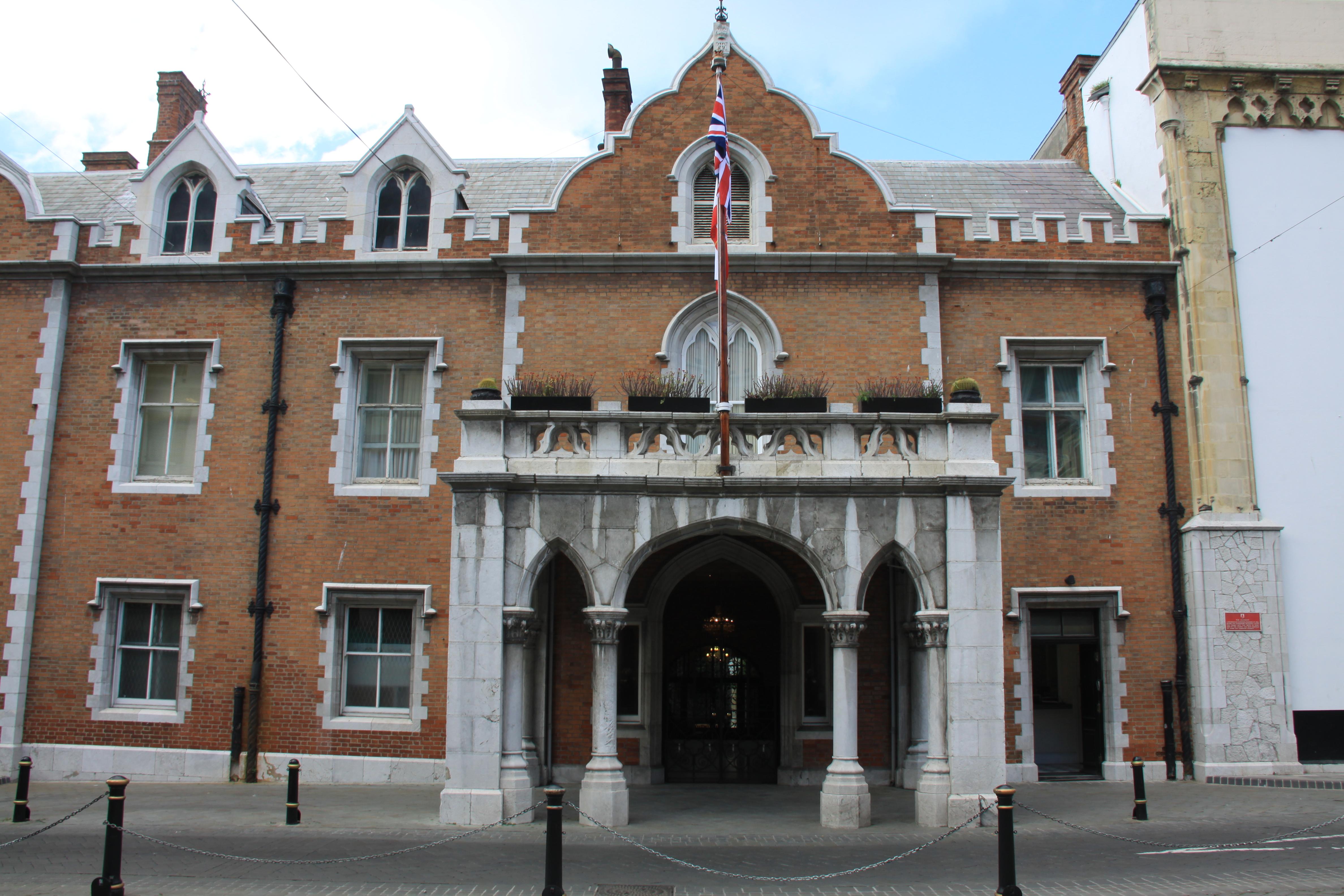
The Convent, un ancien monastère, est la résidence officielle du gouverneur de Gibraltar depuis 1728

Le gouverneur actuel est le lieutenant général Ben Bathurst, depuis le 4 juin 2024.

## Listes de gouverneurs deGibraltar
| Mandat                               | Noms                                                 | Notes                                                       |
| ------------------------------------ | ---------------------------------------------------- | ----------------------------------------------------------- |
| 24 juillet 1704                      | Occupation des Habsbourg                             | Occupation des Habsbourg                                    |
| 24 juillet 1704 au 4 août 1704       | Amiral Sir George Rooke                              | Commandant militaire                                        |
| 4 août 1704 au 14 septembre 1705     | Prince Georges de Hesse-Darmstadt                    | Gouverneur                                                  |
| 24 décembre 1707 au 24 janvier 1711  | Général Roger Elliott                                | Gouverneur                                                  |
| 24 janvier 1711 au 13 juillet 1713   | Thomas Stanwix                                       | Gouverneur                                                  |
| 13 juillet 1713                      | L'Espagne cède Gibraltar au Royaume-Uni              | L'Espagne cède Gibraltar au Royaume-Uni                     |
| 13 juillet 1713 au 7 août 1713       | Thomas Stanwix                                       | Gouverneur                                                  |
| 7 août 1713 au 20 octobre 1720       | David Colyear, 1er comte de Portmore                 | Gouverneur                                                  |
| 20 octobre 1720 au 2 février 1727    | Richard Kane                                         | Gouverneur                                                  |
| 2 février 1727 au 13 mai 1730        | Jasper Clayton                                       | Gouverneur                                                  |
| 15 mai 1730 au 24 octobre 1739       | Joseph Sabine                                        | Gouverneur                                                  |
| 24 octobre 1739 au 22 avril 1740     | Francis Columbine                                    | Gouverneur                                                  |
| 22 avril 1740 au 1749                | William Hargrave                                     | Gouverneur                                                  |
| 1749 au 31 mai 1754                  | Sir Humphrey Bland                                   | Gouverneur                                                  |
| 31 mai 1754 au 12 juillet 1756       | Thomas Fowke                                         | Gouverneur                                                  |
| 12 juillet 1756 au 16 avril 1757     | James O'Hara, comte de Tyrawley                      | Gouverneur                                                  |
| 16 avril 1757 au 28 avril 1761       | Général William Home, comte de Home                  | Gouverneur                                                  |
| 28 avril 1761 au 23 juin 1761        | John Toovey                                          | Gouverneur intérimaire                                      |
| 13 juin 1761 au 14 juin 1761         | John Parslow                                         | Gouverneur intérimaire                                      |
| 14 juin 1761 au janvier 1776         | Général Edward Cornwallis                            | Gouverneur                                                  |
| janvier 1776 au 25 mai 1777          | Robert Boyd                                          | Gouverneur intérimaire; 1er mandat                          |
| 25 mai 1777 au 14 juin 1787          | Général George Augustus Eliott                       | Gouverneur                                                  |
| 14 juin 1787 au juillet 1790         | Général George Augustus Eliott, 1er baron Heathfield | Gouverneur                                                  |
| juillet 1790 au octobre 1790         | Sir Robert Boyd                                      | Gouverneur intérimaire                                      |
| octobre 1790 au 13 mai 1794          | Sir Robert Boyd                                      | Gouverneur; 2e mandat                                       |
| 13 mai 1794 au 30 décembre 1795      | Charles Rainsford                                    | Gouverneur                                                  |
| 30 décembre 1795 au 25 février 1802  | Général Charles O'Hara, gouverneur                   | Gouverneur                                                  |
| 25 février 1802 au 10 mai 1802       | Charles Barnett, gouverneur                          | Gouverneur                                                  |
| 24 mai 1802 au 23 janvier 1820       | Prince Édouard-Auguste, duc de Kent et Strathearn    | Gouverneur                                                  |
| 2 mai 1803 au 17 décembre 1804       | Sir Thomas Trigge                                    | Gouverneur intérimaire; pour le duc de Kent                 |
| 17 décembre 1804 au juin 1806        | Henry Edward Fox                                     | Gouverneur intérimaire, pour le duc de Kent                 |
| juin 1806 au novembre 1806           | James Drummond                                       | Gouverneur intérimaire, 1er mandat; pour le duc de Kent     |
| novembre 1806 au août 1808           | Sir Hew Dalrymple                                    | Gouverneur intérimaire; pour le duc de Kent                 |
| août 1808 au mai 1809                | James Drummond                                       | Gouverneur intérimaire; 2e mandat; pour le duc de Kent      |
| mai 1809 au août 1809                | Sir John Francis Cradock                             | Gouverneur intérimaire; pour le duc de Kent                 |
| août 1809 au octobre 1809            | John Smith                                           | Gouverneur intérimaire; pour le duc de Kent                 |
| octobre 1809 au novembre 1809        | Alex McKenzie Fraser                                 | Gouverneur intérimaire; pour le duc de Kent                 |
| novembre 1809 au 2 avril 1814        | Sir Colin Campbell                                   | Gouverneur intérimaire; pour le duc de Kent                 |
| 3 avril 1814 au 15 novembre 1821     | Général Sir George Don                               | Gouverneur intérimaire; 1er mandat, pour le Duc de Kent     |
| 29 janvier 1820 au 1835              | John Pitt, 2e comte de Chatham                       | Gouverneur                                                  |
| 7 juin 1825 au 20 juin 1830          | Général Sir George Don                               | Gouverneur intérimaire; pour le comte de Chatham            |
| 20 juin 1830                         | Colonie de la Couronne Britannique                   | Colonie de la Couronne Britannique                          |
| 20 juin 1830 au 10 mai 1831          | Sir George Don                                       | Gouverneur intérimaire; 2e mandat, pour le comte de Chatham |
| 10 mai 1831 au 29 mai 1835           | Général Sir William Houstoun                         | Gouverneur intérimaire; pour le comte de Chatham            |
| 28 février 1835 au 11 octobre 1842   | Sir Alexander George Woodford                        | Gouverneur                                                  |
| 11 octobre 1842 au 12 décembre 1848  | Sir Robert Thomas Wilson                             | Gouverneur                                                  |
| 12 décembre 1848 au 26 juillet 1855  | Sir Robert William Gardiner                          | Gouverneur                                                  |
| 26 juillet 1855 au 5 mai 1859        | Général Sir James Fergusson                          | Gouverneur                                                  |
| 5 mai 1859 au 21 septembre 1865      | Général Sir William John Codrington                  | Gouverneur                                                  |
| 21 septembre 1865 au 25 juillet 1870 | Général Sir Richard Airey, 1er baron Airey           | Gouverneur                                                  |
| 25 juillet 1870 au 23 juin 1876      | Général Sir William Fenwick Williams                 | Gouverneur                                                  |
| 23 juin 1876 au 3 janvier 1883       | Maréchal Robert Napier 1er baron Napier de Magdala   | Gouverneur                                                  |
| 3 janvier 1883 au 2 novembre 1886    | Sir John Miller Adye                                 | Gouverneur                                                  |
| 2 novembre 1886 au 23 août 1890      | Sir Arthur Edward Hardinge                           | Gouverneur                                                  |
| 23 août 1890 au 27 janvier 1891      | Sir Leicester Curzon Smyth                           | Gouverneur                                                  |
| 27 janvier 1891 au 31 mars 1891      | H.R.L. Newdigate                                     | Gouverneur intérimaire                                      |
| 31 mars 1891 au 27 juin 1893         | Sir Lothian Nicholson                                | Gouverneur                                                  |
| 27 juin 1893 au 7 août 1893          | G.J. Smart                                           | Gouverneur intérimaire                                      |
| 7 août 1893 au 22 mai 1900           | Sir Robert Biddulph                                  | Gouverneur                                                  |
| 22 mai 1900 au 1er août 1905         | Sir George Stuart White                              | Gouverneur                                                  |
| 1er août 1905 au 30 juillet 1910     | Sir Frederick Forestier-Walker                       | Gouverneur                                                  |
| 30 juillet 1910 au 11 juillet 1913   | Sir Archibald Hunter                                 | Gouverneur                                                  |
| 11 juillet 1913 au 9 juillet 1918    | Sir Herbert Scott Gould Miles                        | Gouverneur                                                  |
| 9 juillet 1918 au 26 mai 1923        | Sir Horace Smith-Dorrien                             | Gouverneur                                                  |
| 26 mai 1923 au 13 août 1928          | Sir Charles Monro                                    | Gouverneur                                                  |
| 13 août 1928 au 13 mai 1933          | Sir Alexander John Godley                            | Gouverneur                                                  |
| 13 mai 1933 au 12 août 1938          | Sir Charles Harington Harington                      | Gouverneur                                                  |
| 12 août 1938 au 11 juillet 1939      | Sir William Edmund Ironside                          | Gouverneur                                                  |
| 11 juillet 1939 au 14 mai 1941       | Sir Clive Gerard Liddell                             | Gouverneur                                                  |
| 14 mai 1941 au 31 mai 1942           | John Vereker, 6e vicomte Gort                        | Gouverneur                                                  |
| 31 mai 1942 à 1943                   | Noel Mason-Macfarlane                                | Gouverneur                                                  |
| 1943 au 14 février 1944              | Sir Noel Mason-Macfarlane                            | Gouverneur                                                  |
| 14 février 1944 au 8 février 1947    | Sir Ralph Eastwood                                   | Gouverneur                                                  |
| 8 février 1947 au 23 avril 1952      | Général Sir Kenneth Anderson                         | Gouverneur                                                  |
| 23 avril 1952 au 6 mai 1955          | Général Sir Gordon MacMillan                         | Gouverneur                                                  |
| 6 mai 1955 au 16 avril 1958          | Sir Harold Redman                                    | Gouverneur                                                  |
| 16 avril 1958 au 8 juin 1962         | Sir Charles Keightley                                | Gouverneur                                                  |
| 8 juin 1962 au 5 août 1965           | Sir Alfred Ward                                      | Gouverneur                                                  |
| 5 août 1965 au mars 1969             | Sir Gerald Lathbury                                  | Gouverneur                                                  |
| mars 1969 au 3 octobre 1973          | Sir Varyl Begg                                       | Gouverneur                                                  |
| 3 octobre 1973 au 30 mai 1978        | Sir John Grandy                                      | Gouverneur                                                  |
| 30 mai 1978 au 26 octobre 1982       | Sir William Jackson                                  | Gouverneur                                                  |
| 26 octobre 1982 au 19 novembre 1985  | Sir David Williams                                   | Gouverneur                                                  |
| 19 novembre 1985 à décembre 1989     | Sir Peter Terry                                      | Gouverneur                                                  |
| décembre 1989 à avril 1993           | Sir Derek Reffell                                    | Gouverneur                                                  |
| avril 1993 au 5 décembre 1995        | Sir John Chapple                                     | Gouverneur                                                  |
| 5 décembre 1995 au 19 février 1997   | Sir Hugo White                                       | Gouverneur                                                  |
| 24 février 1997 au 5 avril 2000      | Sir Richard Luce                                     | Gouverneur                                                  |
| 5 avril 2000 au 1er janvier 2003     | David Durie                                          | Gouverneur                                                  |
| 1er janvier au 16 mai 2003           | Sir David Durie                                      | Gouverneur                                                  |
| 16 au 27 mai 2003                    | David Blunt                                          | Gouverneur intérimaire                                      |
| 27 mai 2003 au 17 juillet 2006       | Sir Francis Richards                                 | Gouverneur                                                  |
| 27 septembre 2006 au 21 octobre 2009 | Général Sir Robert Fulton                            | Gouverneur                                                  |
| 21 au 26 octobre 2009                | Leslie Pallett                                       | Gouverneur intérimaire                                      |
| 26 octobre 2009 au 13 novembre 2013  | Vice-amiral Sir Adrian Johns                         | Gouverneur                                                  |
| 13 novembre au 6 décembre 2013       | Alison MacMillan                                     | Gouverneur intérimaire; 1er mandat                          |
| 6 décembre 2013 au 28 septembre 2015 | Général Sir James Dutton                             | Gouverneur                                                  |
| 28 septembre 2015 au 19 janvier 2016 | Alison MacMillan                                     | Gouverneur intérimaire; 2e mandat                           |
| 19 janvier 2016 au 18 février 2020   | Ed Davis                                             | Gouverneur                                                  |
| 18 février au 11 juin 2020           | Nick Pyle                                            | Gouverneur intérimaire                                      |
| 11 juin 2020 au 23 mai 2024          | Vice-amiral Sir David Steel                          | Gouverneur                                                  |
| 23 mai au 4 juin 2024                | Marc Holland                                         | Gouverneur intérimaire                                      |
| depuis le 4 juin 2024                | Lieutenant général Ben Bathurst                      | Gouverneur                                                  |